# ЗІС-43
ЗІС-43 — експериментальна радянська САУ з зенітною гарматою відкритого типу на базі експериментального напівгусеничного автомобіля ЗІС-42

## Історія створення
Поряд із розробкою протитанкових САУ на шасі напівгусеничних вантажівок на автозаводі імені Сталіна (ЗІС) в листопаді 1942 року була спроєктована зенітна самохідна гармата, названа ЗІС-43. 
Як основа була використана ходова частина вантажівки ЗІС-42, в кузові якої встановили 37-мм зенітну гармату зр. 1939 р. з боєкомплектом 256 снарядів. Броньована кабіна водія і помічника водія була виконана за зразком ЗІС-41 і збиралася із сталевих листів товщиною 10 мм. Гарматний щит коробчастої форми мав бронювання до 15 мм. Машина оснащувалася карбюраторним двигуном ЗІС-16 потужністю 90 к. с., який при повному завантаженні до 8750 кг і екіпажі з 8 чоловік дозволяв розвивати швидкість по шосе до 35 км/год. Крім того, ЗІС-43 обладнувалася механізмом підтиснення ресор, який підтягував їх у напрямку до рами для більшої стійкості при стрільбі "на борту".
Випробування ЗІС-43, проведені на Гороховецькому артилерійському полігоні з 15 по 23 грудня 1942 року, дали непогані результати, проте військова комісія відзначила ряд недоліків. 
Зазначалося, що ЗІС-43 вийшла за межі оголошеної маси  на 1500 кг, має великі габарити, слабке бронювання і поступається по прохідності ЗСУ СУ-11, створеній в той же час на шасі легкого танка. Зменшити масу можна було за рахунок зниження товщини бронелистів до 6 мм, але піти на цей крок інженери ЗІС так і не зважилися. 
У висновку комісія рекомендувала прийняти ЗІС-43, з урахуванням, що всі виявлені недоліки будуть усунені. Тим не менш, перевагу було віддано гусеничній СУ-11, а напівгусенична зенітна самохідка залишилася тільки у вигляді прототипу .

## ТТХ
БОЙОВА МАСА 8750 кг
ЕКІПАЖ, 8 чол.
ГАБАРИТНІ РОЗМІРИ
Довжина, мм 6097
Ширина, мм 2360
Висота, мм 2950
Кліренс, мм 318
ОЗБРОЄННЯ одна 37-мм зенітна гармата зр. 1939 р.
ПРИЛАДИ ПРИЦІЛЮВАННЯ телескопічний приціл
ДВИГУН ЗІС-16, карбюраторний, рідинного охолодження
ТРАНСМІСІЯ механічного типу з демультипликатором
ХОДОВА ЧАСТИНА 
колісна частина: міст автомобільного типу, колеса одинарні, шини пневматичні кулестійкі, підвіска на листових ресорах
гусенична частина: 4 опорних котки, 1 підтримуючий ролик, провідне колесо переднє, заднє напрямне колесо, гумовометалева  гусениця
ШВИДКІСТЬ 35 км\год